# KOI-204
KOI-204 (или Kepler-44) — звезда в созвездии Лебедя. Находится на расстоянии около 7338 световых лет от Солнца. Вокруг звезды обращается, как минимум, одна планета.

## Характеристики
KOI-204 — звезда 15 видимой звёздной величины; впервые упоминается в каталоге 2MASS под наименованием 2MASS J20002456+4545437. В настоящий момент более распространено наименование KOI-204 (аббревиатура «KOI» означает Kepler Object of Interest «объект интереса для телескопа Kepler»), данное исследователями, открывшими у звезды планету.
Звезда представляет собой относительно старый (возрастом около 7 миллиардов лет) жёлтый субгигант спектрального класса G2IV, имеющий массу и радиус, равные 1,19 и 1,52 солнечных соответственно. Температура поверхности составляет около 5757 кельвинов.

## Планетная система
В 2011 году группой астрономов было объявлено об открытии планеты KOI-204 b в этой системе. Учёные пользовались данными, полученными орбитальным телескопом Kepler, которые были выложены в свободный доступ. Это типичный горячий юпитер, обращающийся на расстоянии 0,043 а.е. от родительской звезды, совершая полный оборот за 3,2 суток. Его масса и радиус практически равны юпитерианским.